# Smyth Sidewinder
Lo Smyth Sidewinder è un aeromobile da autocostruzione a basso profilo alare, biposto, interamente in metallo.
Ha vinto il premio Outstanding Design Award alla convention Experimental Aircraft Association nel 1969.

## Progetto
Il sidewinder ha il corpo della fusoliera in acciaio con copertura in alluminio. L'aereo può sopportare accelerazioni di +9 g. Il tettuccio si chiude a scorrimento. Una caratteristica unica è l'aggiunta di uno spoiler montato sulla pancia dell'aereo per gli avvicinamenti steep.
Sono stati venduti 290 kit del sidewinder nel 1972; ancor oggi ci sono 46 esemplari registrati e operanti. 
Ci sono varianti con carrello fisso e retraibile.